# Cor Hund
Cornelius Hund, conocido como Cor Hund (Ámsterdam, 1 de diciembre de 1915-ibídem, 13 de enero de 2008), fue un escultor, pintor y dibujante neerlandés.

## Datos biográficos
Cor Hund tenía once años cuando inició sus estudios en la Escuela Gráfica, para ser litógrafo. Entró a trabajar de aprendiz dibujante en una imprenta. De 1932 a 1938, tuvo acceso a la formación nocturna de la Academia Nacional de Artes Visuales en Ámsterdam con el maestro Hendrik Jan Wolter. Cambió de trabajo y llegó a trabajar en la agencia de publicidad Van Alfen, donde hizo amistad con Theo Kurpershoek y Nicolaas Wijnberg Hund asistía tres veces por semana a la Academia Estatal, y ganó el premio Cohen Gosschalk  en 1937 por un dibujo de un desnudo femenino. Hasta 1942, desarrolló en la pintura y el dibujo un estilo figurativo, con líneas fuertes que perduraron en su producción posterior. Comenzó a retratar a la gente de la calle, sobre todo hizo retratos de residentes de su distrito y de la plaza Waterloo. Hund visita el Museo Histórico Judío, se muestra también  influenciado por las obras holandesas de Van Gogh, Holanda y de Käthe Kollwitz.
En 1939 Hund,  fue llamado para el servicio militar y después durante la Segunda Guerra Mundial estuvo prisionero durante un tiempo. Después de 1942, comenzó su labor escultórica. Piet Esser le recomendó frente a Jan Bronner, con quien habló y Hund es nuevamente admitido en la Academia Nacional, en el estudio de Bronner.  En 1946 ganó la medalla de oro del Premio de Roma y pudo trabajar como profesor en la misma Academia Nacional. A través de su trabajo como profesor no tuvo tiempo suficiente para crear un amplio cuerpo de trabajo y su trabajo es bien conocido entre los compañeros escultores. 

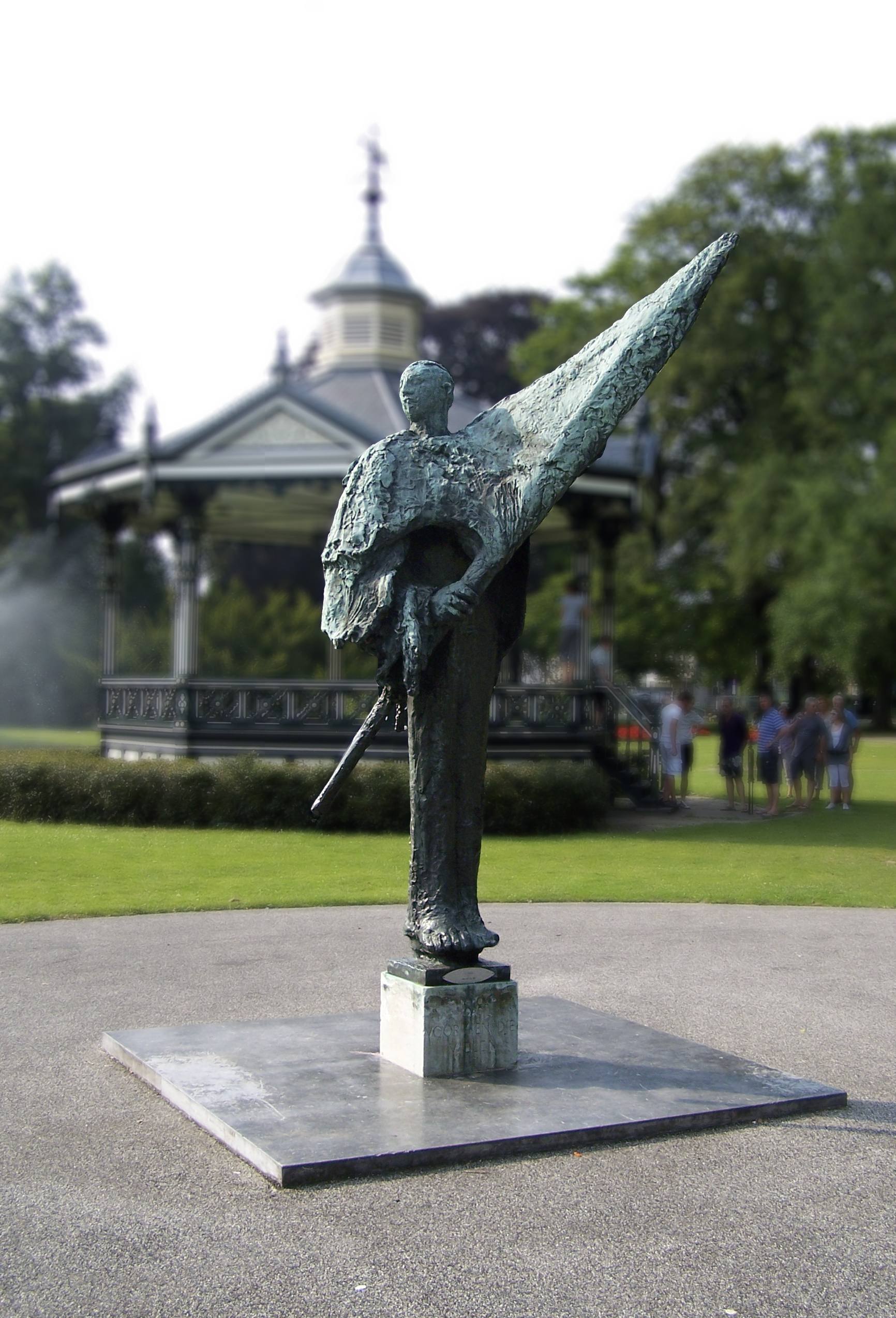
Monumento central en Apeldoorn.

## Obras en espacios públicos
Alkmaar
- De Familie - La Familia (1950), parque, cerca del Molino y la zona del Canal Quay (ver imagen)

Apeldoorn
- Centraal Monument - Monumento Central  (1960), parque Oranje (ver imagen)

Hilversum
- Lezende kinderen - Niños leyendo (1966), de Hogendorplaan

Uithoorn
- Het gezin - La familia(1964/1987), junto al lago de la Avenida

## Galería

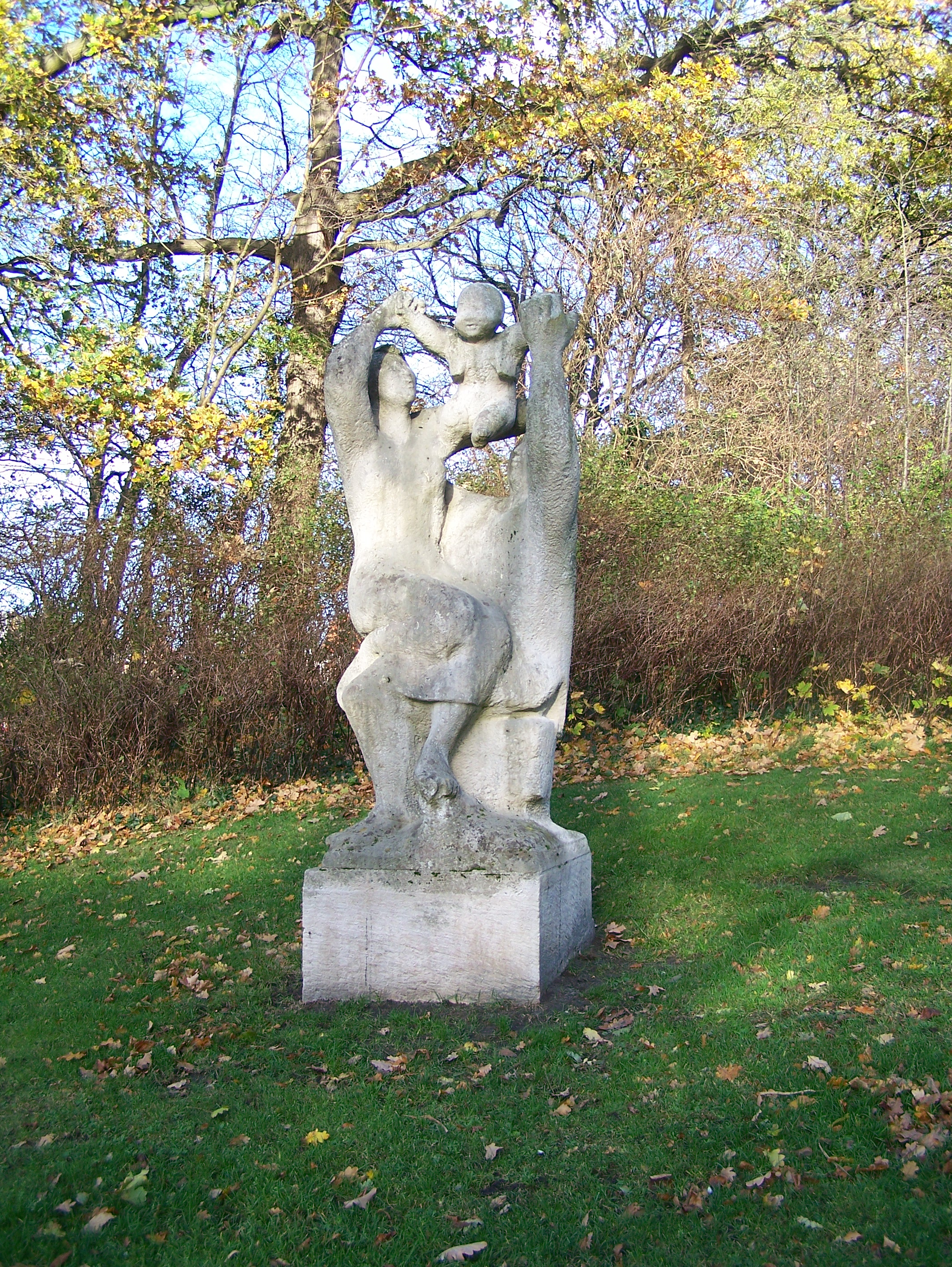
1950
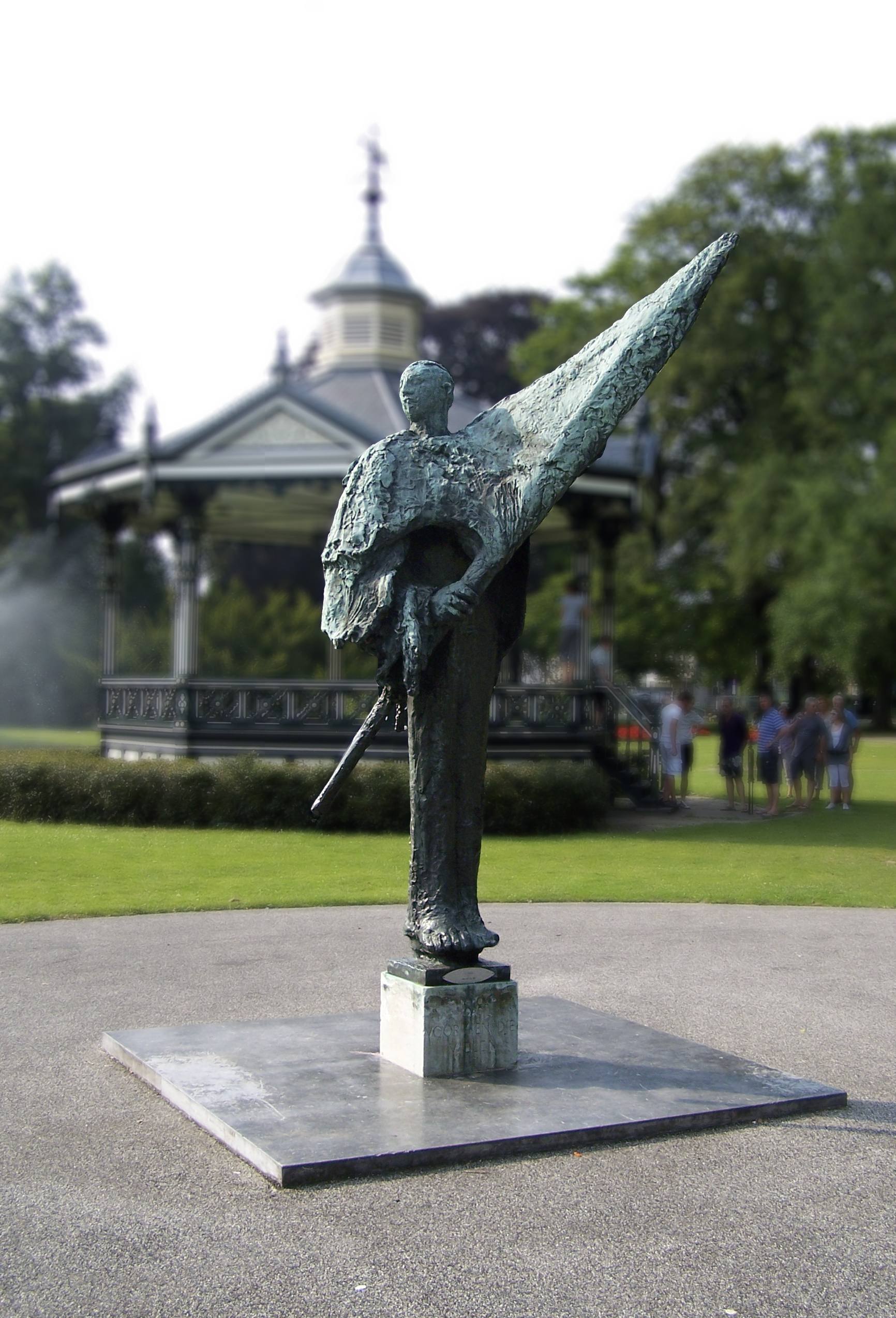
1960